# 젊은 베르테르의 슬픔
《젊은 베르테르의 슬픔》(독일어: Die Leiden des jungen Werthers, 문화어: 젊은 웨르테르의 번민, ‘젊은 베르터의 고뇌’, '젊은 베르터의 고통')은 독일의 문호 요한 볼프강 폰 괴테의 서간체 소설이다. 1774년 출판되었다.
이 책은 괴테의 첫 성공작으로서, 무명작가였던 괴테를 유명인 반열에 올려 놓은 작품이다. 당시 유럽의 많은 젊은이가 소설 속에 묘사된 주인공 베르테르처럼 옷차림을 하고 다녔다. 이 작품을 읽고 베르테르의 자살을 모방하여 자살한 사람도 2,000여 명으로 추정된다.
슈투름 운트 드랑 시기의 대표작으로, 작품의 저술 배경으로는 괴테 자신의 세 가지 개인적 체험을 들 수가 있다. 즉 샤를로테 부프와의 연애, 친구 카를 예루잘렘의 실연과 자살, 막시밀리아네 브렌타노와의 교섭이다.
괴테는 1772년 5월 법률의 실무 견습차 베츨라어에 소재한 고등법원에서 일하면서, 알베르트의 원형이 된 요한 케스트너와 그 약혼녀인 샤를로테 부프, 그리고 유부녀인 헤르트(Elisabeth Herd) 부인을 사랑하는 카를 예루잘렘을 알게 되었다. 샤를로테 부프를 향한 사랑을 고민하던 괴테는 1772년 9월에 베츨라어를 떠나 귀향하는 도중 코블렌츠에서 막시밀리아네를 알게 되었다. 괴테의 귀향 후 1772년 10월 말에는 베츨라어에서 예루잘렘이 자살했다.
이런 외적 사건들을 연결하여 괴테는 베르테르의 비극을 창조했다. 이것은 단순히 실연을 다룬 이야기가 아니라, 사회적 통념 일체를 배척해서라도 인간 본연의 감정을 살리고 해방된 심정을 발양할 권리를 주장하려는, 적극적 정열이 넘치는 저작이다. 이 작품은 젊은 괴테의 내면세계를 유감없이 토로했다.

## 주요 등장인물

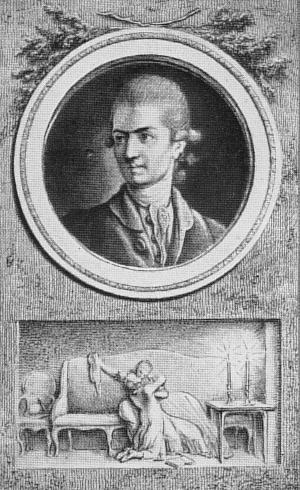
베르테르, 쇼도비에츠키(Daniel Chodowiecki)의 소묘

- 베르테르: 주인공. 젊은 남자. 이성보다 감성이 풍부한 예술가로, 아직 미혼이고 샤를로테 부프를 만나 사랑에 빠진다. 샤를로테에게 편지 82통을 썼다.
- 샤를로테(로테): 이성보다 감성이 풍부하고 베르테르를 사랑하지만, 알베르트와 혼인하게 되는 여성. 베르테르가 자기를 사랑한다는 사실을 알고 그가 괴로워한다는 것도 이해한다.
- 빌헬름: 베르테르의 친구. 작품 속의 편지들은 거의 다 빌헬름에게 보내졌다.
- 알베르트: 베르테르, 로테와는 달리 감성보다 이성이 풍부하고, 샤를로테 부프와 혼인하는 남성.

## 줄거리
발하임으로 이주한 지식인 베르테르는 무도회에서 알게 된 로테를 보고 첫 눈에 반한다. 베르테르는 로테에게 접근하여 친교를 맺고 집을 왕래할 정도로 그녀와 가까워진다. 로테에 대한 사랑의 감정이 커질즈음 갑작스레 로테의 약혼자 알베르트가 발하임으로 돌아오면서 베르테르는 크게 실망한다. 베르테르는 알베르트의 존재를 인정하고 존중하지만 베르테르는 점차 로테에 대한 치정이 깊어지면서 알베르트와도 불편한 관계를 형성하게 된다. 가질 수 없는 사랑에 괴로워하던 베르테르는 로테를 잊고자 발하임을 떠나기도 하지만 귀족 사회의 폐해만을 경험한 채 좌절하여 다시 발하임으로 돌아온다. 이미 유부녀가 되어버린 로테의 주위를 맴돌며 베르테르는 고통스러워하고, 로테는 베르테르에게 친밀감과 호감을 느끼면서도 남편을 위해 베르테르와 거리를 두고자 한다. 결국 베르테르는 로테에게 구애하며 키스를 시도하고, 당황한 로테는 베르테르와의 절교를 선언한다. 절망에 빠진 베르테르는 알베르트에게 빌린 권총으로 자신의 머리를 쏘아 자살로 생을 마감한다.

## 비판
《젊은 베르테르의 슬픔》의 취지는 당대의 인습과 귀족사회의 통념에 반대하는 젊은 지식인의 우울과 열정을 그리는 것이었지만, 이 작품은 뜻하지 않게 우울증을 전염시키고 자살을 전파한다는 오명을 얻었다.

## 영향

### 베르테르 효과
《젊은 베르테르의 슬픔》은 출간될 당시 소위 '베르테르 열병(독일어: Werther-Fieber)라 불리는 현상을 낳기도 하였다. 유럽의 많은 청년들이 소설에 묘사된 주인공 베르테르의 옷차림을 따라하였고, 심지어 베르테르를 모방한 자살이 유럽 전역에 퍼져나갔다.
이에 착안해 1974년 사회학자 데이비드 필립스(David Philips)는 유명인이 자살하고 나서 그것을 모방한 자살이 확산하는 현상을 '베르테르 효과'라 명명했다.

### 기타
나폴레옹 보나파르트도《젊은 베르테르의 슬픔》의 애독자였으며, 이 소설을 유럽문학에서 가장 위대한 작품 가운데 하나라고 생각하였다. 나폴레옹은 이집트 원정 중《젊은 베르테르의 슬픔》을 가지고 다니며 읽기도 하였다.
롯데그룹의 명칭은 여주인공인 '로테'에서 유래되었으며 해당 소설을 모티브로 한 <젊은 베르테르의 사랑>이란 드라마가 만들어지기도  했다.

## 한국어 번역
《젊은 베르테르의 슬픔》의 원제인 'Die Leiden des jungen Werthers'는 일반적으로 '젊은 베르테르의 슬픔'이라고 번역하지만, '베르테르'가 아닌 '베르터'가 원어에 가까운 발음이며 'Leiden'은 슬픔보다는 '고통', '괴로움', '고뇌'라는 의미에 가깝기에, 제목을《젊은 베르터의 고통》혹은《젊은 베르터의 고뇌》로 언역하려는 동향이 있다.

## 같이 보기
- 베르테르 효과